# Liang Daoming
Liang Daoming (kinesisk: 梁道明; pinyin: Liáng Dàomíng; Kantonesisk: Lèuhng Douh-mìng) var en flygtning fra Ming-dynastiet i Kina, der blev konge af Palembang i Srivijaya. Han stammede fra Guangdong-provinsen og var af kantonesisk afstamning. Ifølge Ming-optegnelserne havde han tusindvis af tilhængere og en betydelig militær styrke i Palembang. Liang Daomings styre over Palembang blev anerkendt af Ming-kejseren og beskyttet af Zheng Hes armada (1403-1424).